# Australiteuthis aldrichi
Australiteuthis aldrichi – gatunek małej kałamarnicy, jedyny przedstawiciel rodziny Australiteuthidae i rodzaju Australiteuthis. 
Został opisany na podstawie kilku osobników znalezionych w przybrzeżnych wodach północnej Australii. Największym z nich była dojrzała samica o długości płaszcza 27,6 mm. Szczególną cechą tego gatunku jest tzw. zatrzask (chrząstka zamykająca wylot lejka) zawierający rowek w kształcie bumerangu. Płetwy nie są ze sobą połączone. Na woreczku czernidłowym znajduje się fotofor w kształcie hantli. 
Epitet gatunkowy aldrichi honoruje biologa morskiego Fredericka Aldricha.